# Dasyprocta azarae
Dasyprocta azarae là một loài động vật có vú trong họ Dasyproctidae, bộ Gặm nhấm. Loài này được Lichtenstein mô tả năm 1823.

## Hình ảnh

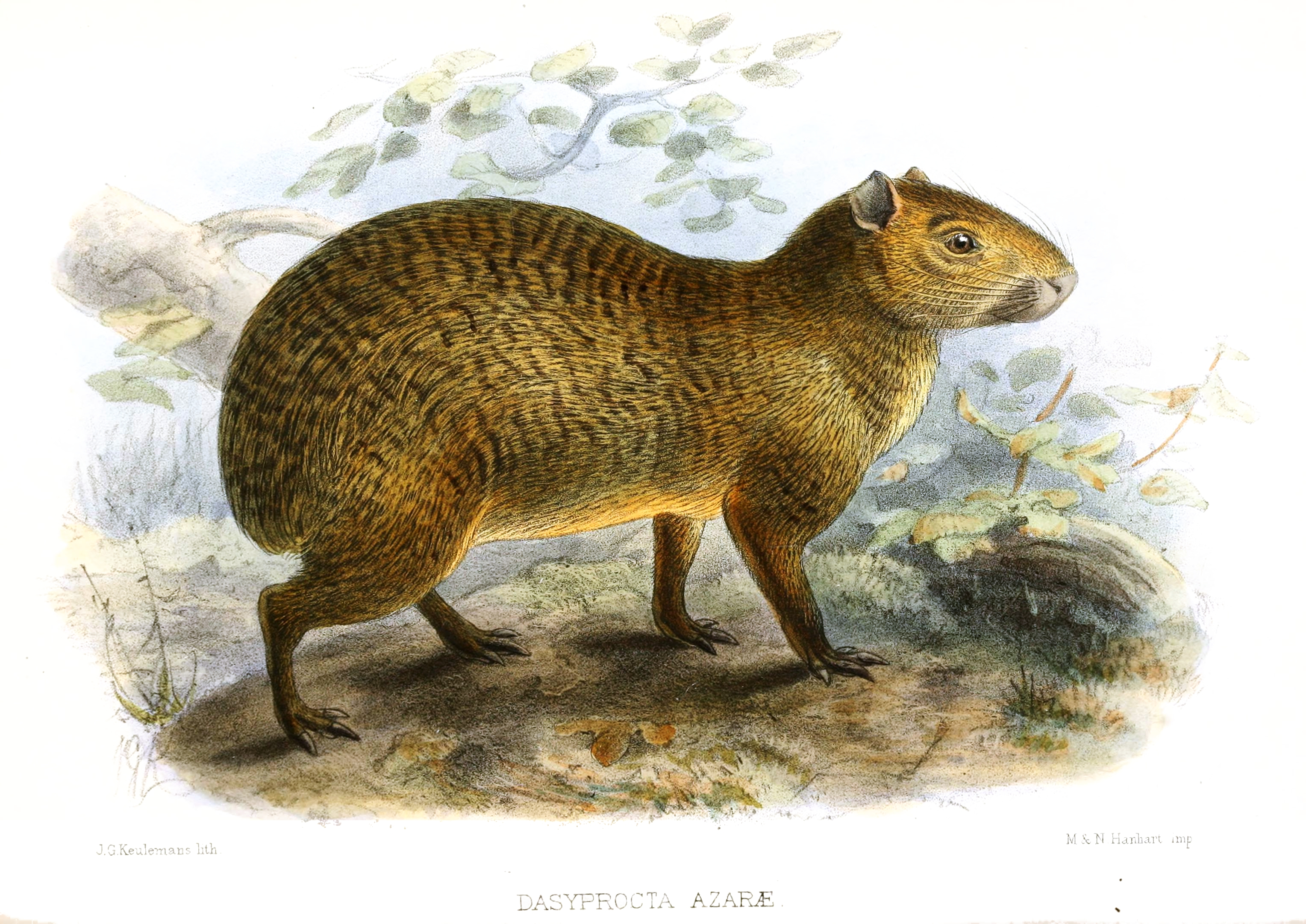
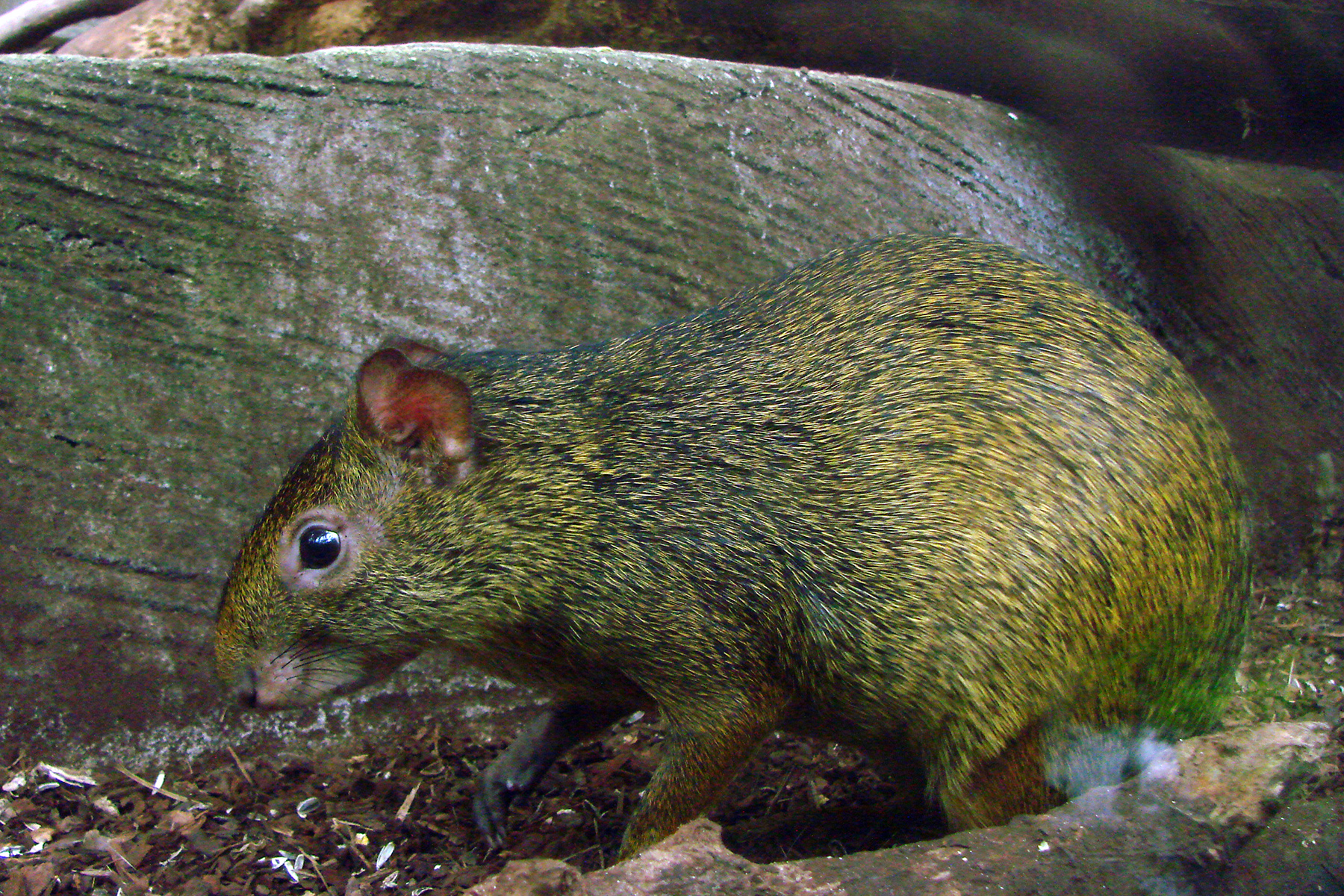
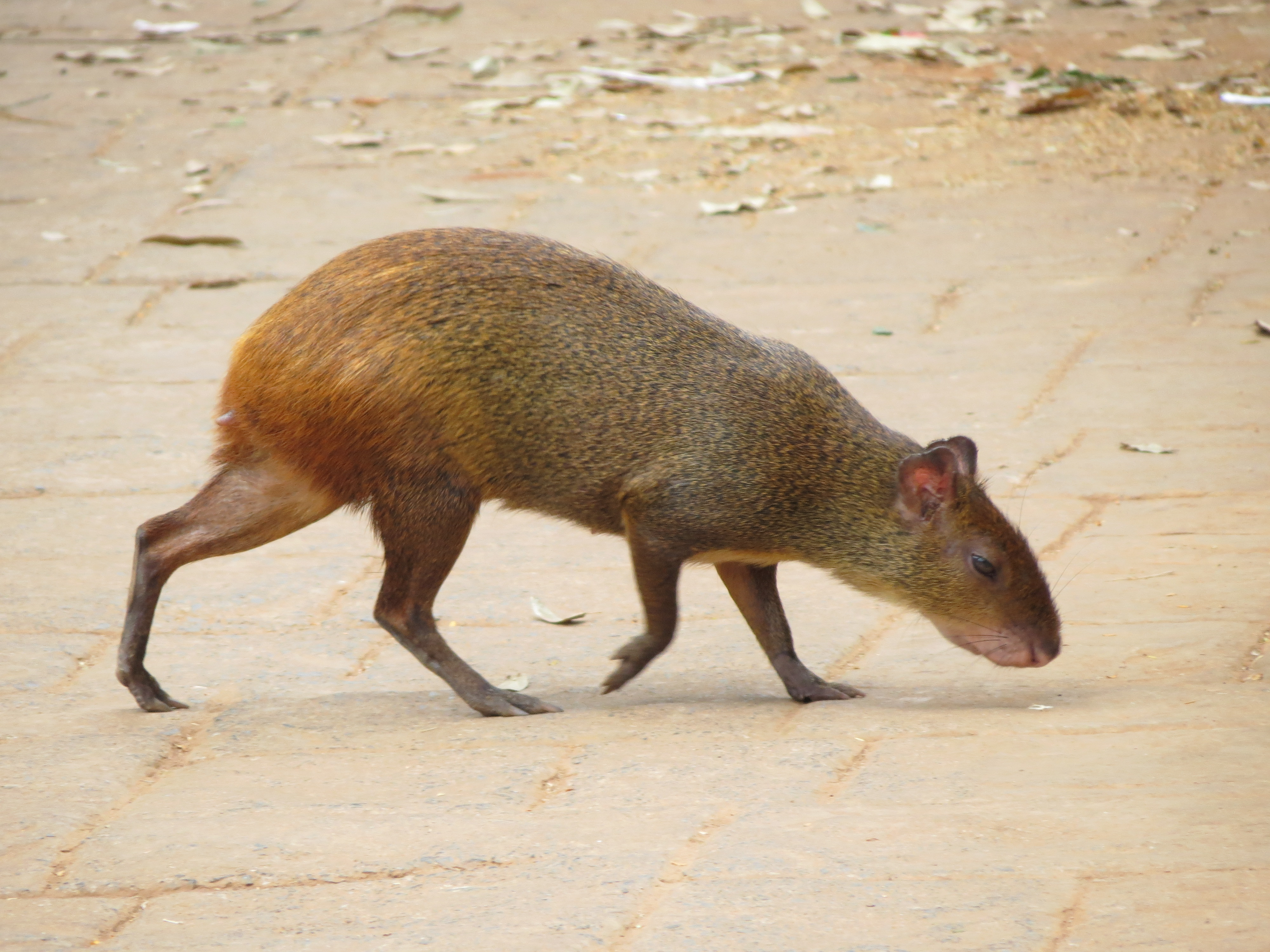
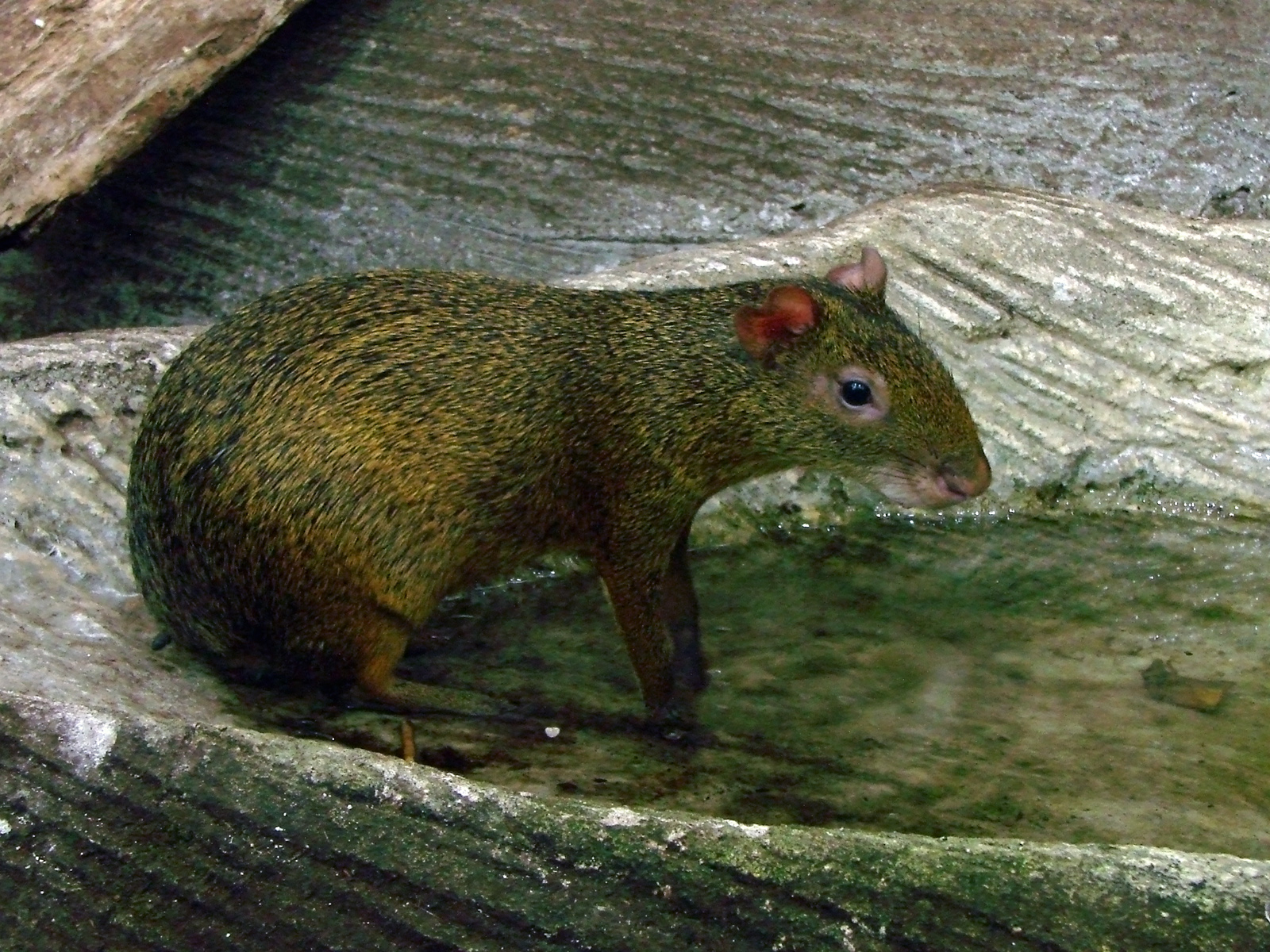